# Força de Proteção de Êzidxan
A Força de Proteção de Êzidxan ou HPÊ (em curdo curmânji/ezdiki: Hêza Parastina Êzîdxanê, em árabe:  قوة حماية ايزيدخان) é uma milícia yazidi fundada por Haydar Shesho no verão de 2014 em resposta ao  genocídio dos yazidis pelo Estado Islâmico. É maior que a outra principal milícia yazidi, as Unidades de Resistência de Sinjar, no entanto, é menos ativa e armada que esta  na Guerra contra o Estado Islâmico.
O HPÊ afirma ser a única força indígea e independente na região de Sinjar, embora os seus membros sejam pagos pelo governo iraquiano. As outras mílicias yazidis são afiliadas com vários partidos curdos. "Nós lutamos apenas pelos yazidos, não por nenhum partido", afirmou Haydar.
Haydar Shesho foi preso a 5 de abril de 2015 pelo governo regional do Curdistão por ter criado uma milícia ilegítima, tendo sido libertado uma semana depois.
Em outubro de 2015, o então HPŞ (Hêza Parastina Şingal - Força de Proteção de Sinjar, como era inicialmente chamado) participou na criação da Aliança de Sinjar, uma frente de milícias yazidis junto com os seus rivais das Unidades de Resistência de Sinjar (YBŞ), as Unidades das Mulheres de Êzidxan (YJÊ, contraparte feminina dos YBŞ) e outras unidades yazidis independentes.
Sob o comando conjunto da recém-criada aliança, a Força de Proteção de Sinjar participou da ofensiva de novembro de 2015 em Sinjar (Operação Turayi Melek Taus - Fúria de Melek Taus).
Em novembro de 2015 o HPŞ mudou o seu nome para Hêza Parastina Êzîdxanê or HPÊ (em português, Força de Proteção de Êzidxan).
Em março de 2017 a Força de Proteção de Êzidxan anunciou que se irá juntar aos peshmerga e receber ordens do Presidente do Curdistão iraquiano, Masoud Barzani.